# بهادرچالام
بهادرچالام (به انگلیسی: Bhadrachalam) یک منطقهٔ مسکونی در هند است که در بخش بهادرری کوتاگودم واقع شده‌است. بهادرچالام ۱۲٫۰۰ کیلومتر مربع مساحت و ۵۰٬۰۸۷ نفر جمعیت دارد و ۵۰ متر بالاتر از سطح دریا واقع شده‌است.